# ヴィットーリオ・エマヌエーレ・オルランド

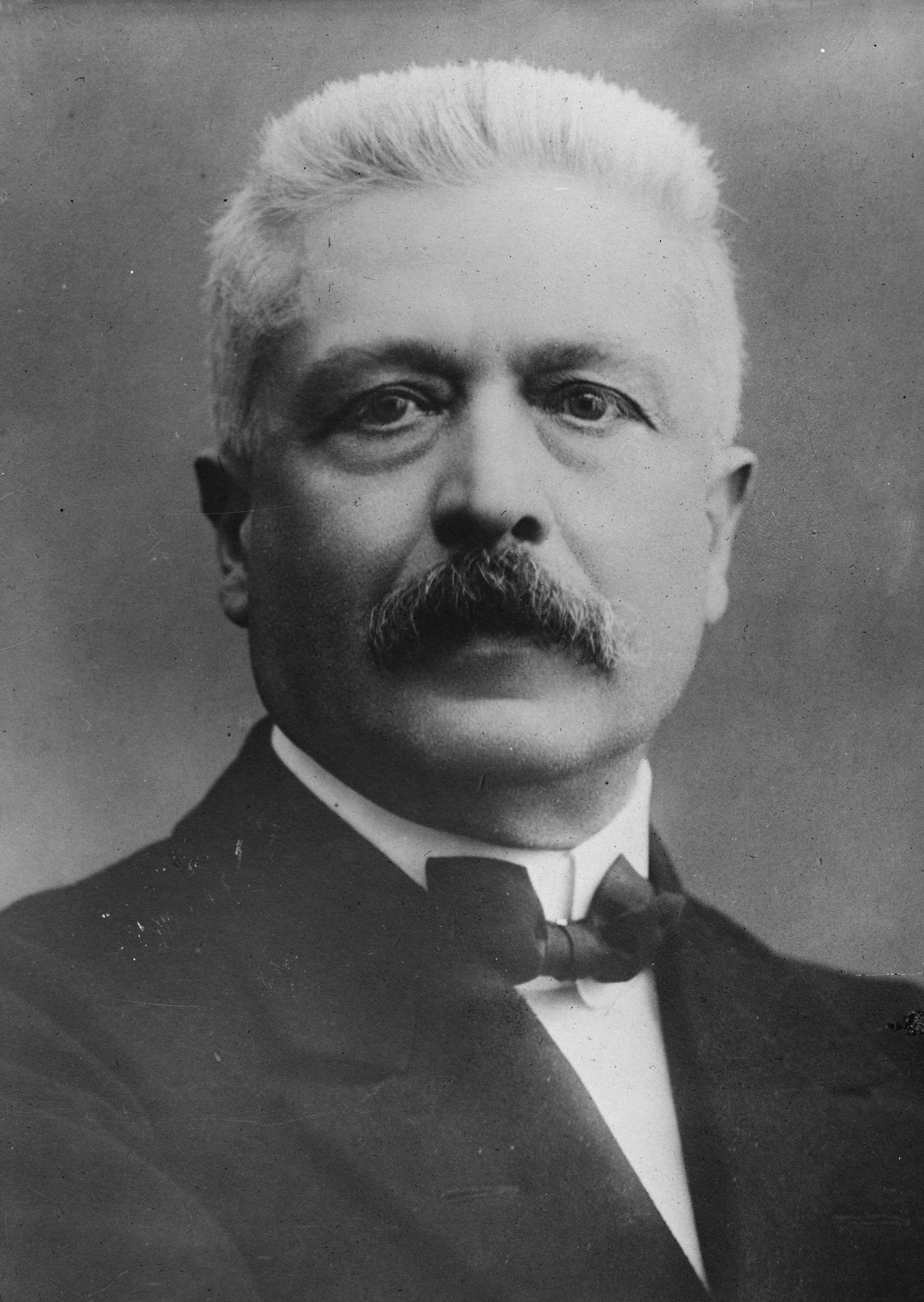
ヴィットーリオ・エマヌエーレ・オルランド

ヴィットーリオ・エマヌエーレ・オルランド（伊: Vittorio Emanuele Orlando, 1860年5月19日 - 1952年12月1日）は、イタリアの外交官で政治家。第一次世界大戦当時のイタリア首相で、パリ講和会議の同国首席全権。

## 生涯

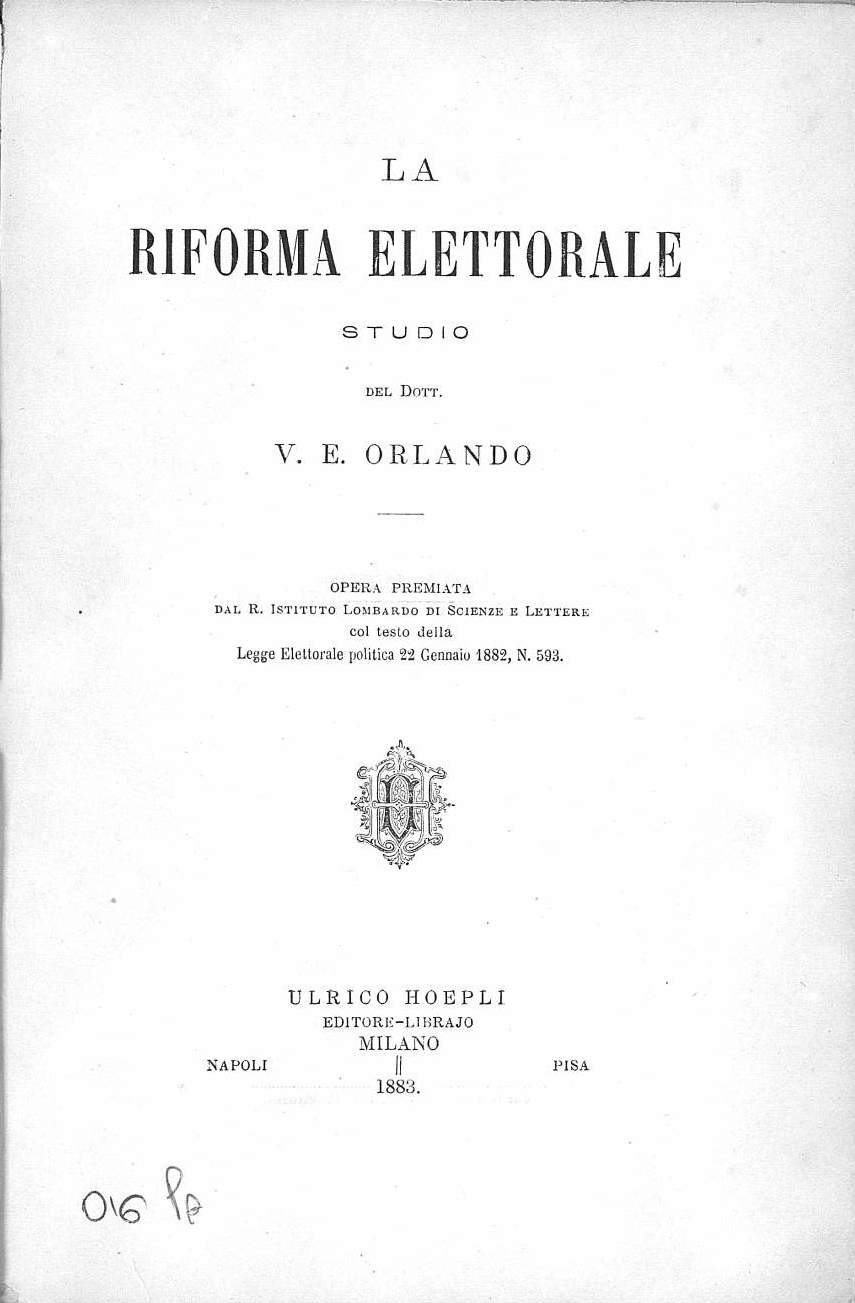
La riforma elettorale, 1883

### 出生と代議士時代
オルランドはシチリアのパレルモで生まれた。彼の父は大地主であり、オルランドが生まれた時にジュゼッペ・ガリバルディの千人隊がイタリア王国統一のためシチリアに進駐してきたため、出生届の提出を遅らせている。
1897年、オルランドはパルティニーコ地区代表としてイタリア下院の代議員となり、1925年まで再選されつづけた。オルランドは1892年から1921年の間に5回イタリアの首相を務めたジョヴァンニ・ジョリッティを支援した。政治家として果たした役割も大きかったが、オルランドは法科の教授でもあり、法律や判例に関して100を超える著書を残している。

### 大臣そして首相へ
オルランドは自由主義派の政治家としてさまざまな大臣になった。まずジョリッティ内閣で1903年から文部大臣を、1907年から1909年まで法務大臣を務めた。さらにアントニオ・サランドラ内閣で1914年11月から1916年まで再び法務大臣となり、パオロ・ボセッリ）内閣で1916年から内務大臣を務めた。
第一次世界大戦下のイタリア戦線において、いわゆるカポレットの戦いでイタリア軍が大敗し、ボセッリ内閣が退陣したことを受け、1917年10月30日にオルランドは首相に就任した。同年11月7日にイタリアのラパッロで集まった連合国の政治的軍事的指導者は最高戦争会議を設置してイタリア戦線、ひいては全体の戦争計画を共同で練ることとした。オルランドは優れた指導力でイタリア世論を鼓舞し、翌8日にはオーストリアとの単独和平を主張したルイージ・カドルナを解任して新たにアルマンド・ディアズを総司令官に任命し、ついに1918年11月のヴィットリオ・ヴェネトの戦いでイタリアの勝利を決定的にした。オーストリア＝ハンガリー軍 (en) の崩壊により、イタリア戦線は終結し、オーストリア＝ハンガリー帝国は終焉を迎え、戦勝国となったイタリアは列強の地位とトレンティーノ、南チロル（アルト・アーディジェ）、ヴェネツィア・ジュリア、イストリア半島の併合を勝ち取った。この勝利により、戦争終結までイタリアを指導したオルランドは「勝利の首相」と呼ばれるようになった。

### 1919年のパリ講和会議

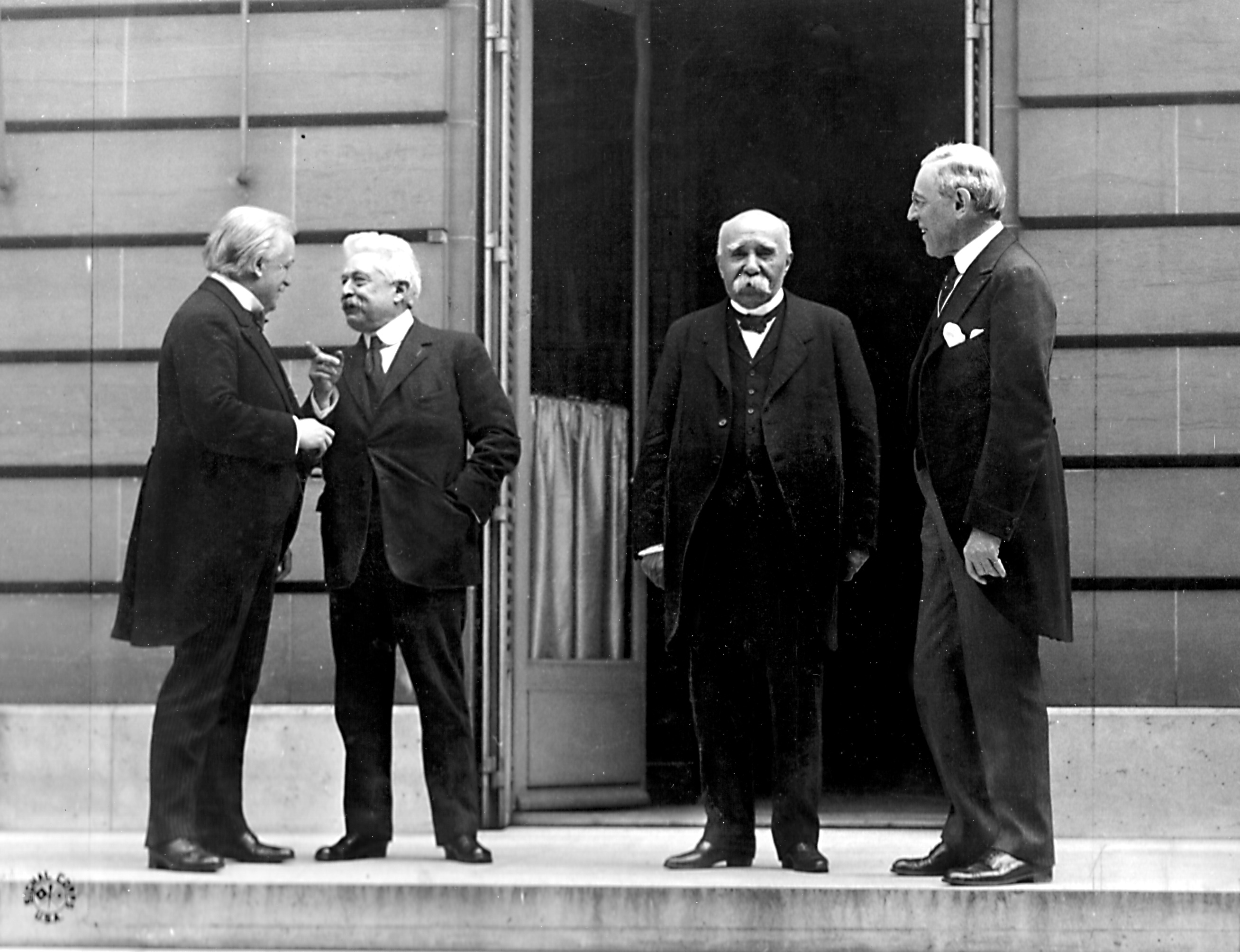
パリ講和会議における四巨頭
左からロイド・ジョージ（イギリス）、ヴィットーリオ・エマヌエーレ・オルランド（イタリア）、ジョルジュ・クレマンソー（フランス）、ウッドロウ・ウィルソン（アメリカ）

オルランドは首相であったが、1919年のパリ講和会議でイタリア首席全権を兼務してイギリスのロイド・ジョージ、フランスのジョルジュ・クレマンソー、アメリカ合衆国のウッドロウ・ウィルソンと並ぶ四巨頭とされた。
しかし、オルランド内閣で外務大臣を務めていた保守派のシドニー・ソンニーノとの方針の違いは会議が進むにつれて明確になっていった。オルランドはアドリア海の重要な港湾都市フィウメ（現リエカ）を獲得する代わりに、ダルマチア地方の割譲権の放棄を考えていた。ソンニーノはダルマチア地方こそ重要だと主張した。結局、イタリアは両方を要求することになった。しかし、アメリカのウィルソン大統領の民族自決の方針により、いずれの領土も得ることはできなかった。オルランドは1919年4月に突如会議を退席するが、結局翌月に戻ってヴェルサイユ条約にしぶしぶ署名した。フランスの首相ジョルジュ・クレマンソーはオルランドを泣き虫 (The Weeper) 呼ばわりし、オルランド自身は「あの時・・・、我々の要求が全く受け入れられないと分かった時・・・、私は床にうずくまった。頭を何度も壁にぶつけた。泣いた。死にたかった」と呟いたという。
オルランドの政治的立場は、パリ講和会議でイタリアの要求を通せなかったことから非常に弱くなり、1919年6月23日に首相を辞職して同年12月にイタリア下院の議長となった。このフィウメの獲得失敗は「骨抜きにされた勝利（Vittoria Mutilata）」としてガブリエーレ・ダンヌンツィオに批判され、後のファシズムの台頭を招くことになる。

### ファシズム時代
1922年、ムッソリーニが政権を取った当初、ムッソリーニを支持したオルランドはシチリアの選挙でファシストの支援を受けた。しかし、1924年にジャコモ・マッテオッティが暗殺されたこととファシストによるマフィアへの弾圧をきっかけに離反し、1925年にオルランドはマフィアとの繋がりへの批判もあって落選した。
1935年、ムッソリーニがエチオピアに侵攻した際にはナショナリストだったオルランドはこれを支持し、ムッソリーニへの親書はプロパガンダとして利用された。
1943年7月、オルランドはムッソリーニの解任を考えていた国王ヴィットーリオ・エマヌエーレ3世から密かに相談を受け、翌8月に国王とピエトロ・バドリオが発表した新政府の宣言を起草した。

### 戦後

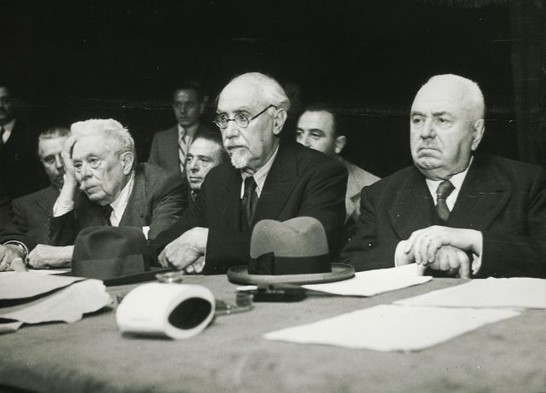
制憲議会にて（左がオルランド、中央ボノミ・右がニッティ）

1944年7月15日にはムッソリーニを解任したグランディ決議の提案者であるディーノ・グランディが会長を務めていた工業および農業のファシスト組合総連合の後身であるイタリア下院の議長に就任した。
1946年にイタリアの制憲議会暫定議長となって王政廃止とイタリア共和国の樹立で一定の役割を果たした。
1948年にイタリア元老院の終身議員に指名された。
1952年、オルランドはローマで死去した。

## マフィアやフリーメーソンとのつながり
オルランドは国会議員として活躍していた当初からマフィアとのつながりがあった。マフィアを脱退し証言人となったトンマーゾ・ブシェッタは、オルランドがマフィアのメンバーであり、「名誉会員」だったと証言した。パルティニーコでは、アメリカからイタリアに戻ってきていたマフィアのボス、フランチェスコ・コッポラ (w:Francesco Coppola) の支援を受けた。1925年、オルランドはイタリア上院で、自身がマフィアのメンバーであることを誇るかのような演説を行っている。
また、オルランドは秘密結社フリーメーソンのメンバーであり、イタリアに拠点を置くグランド・ロッジ「イタリア大東社 （Grande Oriente d'Italia）」傘下で活動していたロッジに所属していた。